# Coelioxys amazonica
Coelioxys amazonica là một loài Hymenoptera trong họ Megachilidae. Loài này được Schrottky mô tả khoa học năm 1902.